# Поляков, Валерий Владимирович
Вале́рий Влади́мирович Поляко́в (27 апреля 1942, Тула — 7 сентября 2022, Москва) — советский и российский лётчик-космонавт, Герой Советского Союза и Герой Российской Федерации (один из четырёх людей, удостоенных обоих званий), инструктор-космонавт-исследователь отряда космонавтов ГНЦ ИМБП. 66-й космонавт СССР и России, 210-й космонавт мира. Обладатель мирового рекорда самого длительного полёта в космос (437 суток и 18 часов в 1994 и 1995 годах, на борту орбитальной станции «Мир»). Специалист по космической медицине.

## Биография
В 1959 году окончил школу № 4 города Тулы. В 1965 году получил диплом врача в Первом Московском медицинском институте (специализировался по проблемам тропических болезней). В следующем году проходил обучение в клинической ординатуре Института медицинской паразитологии и тропической медицины. По другим данным после окончания института работал во Всесоюзном НИИ социальной гигиены и организации здравоохранения имени Н. А. Семашко, в Главном управлении космической медицины Минздрава СССР и врачом неотложной скорой помощи. Член КПСС с 1970 года.
С начала 1970-х гг профессиональная жизнь Валерия Владимировича связана с Институтом медико-биологических проблем (ГНЦ РФ — ИМБП РАН). В нём он работал научным сотрудником лабораторий, а после зачисления в отряд космонавтов прошёл путь от космонавта-исследователя до командира отряда врачей-космонавтов-исследователей (до 1988 года). Во время космической подготовки в 1976 году защитил диссертацию на соискание учёной степени кандидата медицинских наук.
С 1999 года — доктор медицинских наук и профессор.
Скончался 7 сентября 2022 года. Прах захоронен в колумбарии на Ваганьковском кладбище в Москве.

## Космонавт
Был дублёром космонавтов-исследователей во время стартов космических кораблей «Союз Т-3» (1980 год) и «Союз Т-10» (1984 год).
Первый космический полёт совершил с 29 августа 1988 по 27 апреля 1989 года в качестве первого космонавта-исследователя ТПК «Союз ТМ-6» вместе с В. А. Ляховым и А. Ахадом Момандом по программе ЭП-З, а также в составе ЭО-З вместе с B. Г. Титовым и M. X. Манаровым и ЭО-4 вместе с А. А. Волковым, С. К. Крикалёвым и Ж.-Л. Кретьеном (Франция). Позывной: «Протон-2», «Донбасс-3». Длительность полёта — 240 суток 23 часа 35 минут и 49 секунд.
За успешное осуществление длительного космического полёта Полякову присвоено звание Героя Советского Союза (1989), с вручением ордена Ленина и медали «Золотая Звезда». Он также удостоен звания Героя Республики Афганистан с вручением ордена «Солнце Свободы» (1988, ДРА) и награждён орденом Почётного легиона (1989, Франция).
С конца 1980-х гг он работал заместителем директора ИМБП по научной работе.
С 8 января 1994 по 22 марта 1995 совершил второй космический полёт в качестве врача-космонавта-исследователя на космическом корабле «Союз ТМ-18» и орбитальном комплексе «Мир» продолжительностью 437 суток 17 часов 58 минут. Это является абсолютным рекордом продолжительности работы в космосе за один полёт. За успешное осуществление полёта 10 апреля 1995 года ему присвоено звание Героя Российской Федерации.
В течение двух орбитальных полётов провёл в космосе 678 суток 16 часов и 34 минуты. По этому показателю Поляков уступает лишь шести космонавтам в истории — Олегу Кононенко, Геннадию Падалке (878 дней за 5 полётов), Юрию Маленченко (827 дней за 6 полётов), Сергею Крикалёву (803 дня за 6 полётов), Александру Калери (769 дней за 5 полётов) и Сергею Авдееву (747 дней за 3 полёта), но все эти рекорды были установлены позже, и в течение 4,5 лет (до рекорда Сергея Авдеева) Поляков был первым по суммарному налёту. Рекорд по продолжительности одного полёта держится уже более четверти века (по состоянию на 2023 год), и в ближайшие годы, судя по планам пилотируемых полётов, никто не сможет его побить.
В 1990-е гг — заместитель руководителя полетов в Центре управления по медицинскому обеспечению полетов на станции «Мир». Деятельность в отряде космонавтов Валерия Владимировича, космонавта первого класса и инструктора-космонавта-исследователя первой категории, завершилась в 1995 году. Его полетный опыт внес неоценимый вклад в развитие космической медицины.
Статистика
| # | Стартовый корабль | Старт, UTC        | Экспедиция            | Корабль посадки | Посадка, UTC      | Налёт                        | Выходы в открытый космос | Время в открытом космосе |
| - | ----------------- | ----------------- | --------------------- | --------------- | ----------------- | ---------------------------- | ------------------------ | ------------------------ |
| 1 | Союз ТМ-6         | 29.08.1988, 04:23 | Союз ТМ-6, Мир-3/4    | Союз ТМ-7       | 27.04.1989, 02:57 | 240 суток 22 часа 34 минуты  | 0                        | 0                        |
| 2 | Союз ТМ-18        | 08.01.1994, 10:05 | Союз ТМ-18, Мир-16/17 | Союз ТМ-20      | 22.03.1995, 04:03 | 437 суток 17 часов 58 минут  | 0                        | 0                        |
|   |                   |                   |                       |                 |                   | 678 суток 16 часов 32 минуты | 0                        | 0                        |

Валерий Поляков вспоминал, что в редкие свободные минуты в космосе предпочитал читать книги, среди особо понравившихся отмечал романы «Мужики и бабы» Бориса Можаева и «Белые одежды» Владимира Дудинцева.
Принимал участие в эксперименте SFINCSS в 2000 году, в ходе которого осуществлялась имитация полёта международного экипажа на космической станции для изучения взаимодействия групп людей разных национальностей.
Профессор А. А. Благинин свидетельствовал, что Валерий Поляков говорил ему, что готов совершить безвозвратный полёт на Марс.
Является автором более 50 научных работ по проблемам космической медицины, опубликованных в отечественных и зарубежных издательствах.
По профессии — врач, учёная степень — доктор медицинских наук, учёное звание — профессор, воинское звание — подполковник медицинской службы запаса 1 разряда (снят с учёта по возрасту).

## Семья
Отец — Коршунов Иван Андреевич (1922—1967).
Отчим — Поляков Владимир Георгиевич (1921—1976).
Мать — Полякова (Матвеева) Евдокия Федоровна (1920—2006), учительница.
Жена — Полякова Неля Фёдоровна (род. 1940), врач-невролог, ныне на пенсии.
- Дочь — Смиренная Елена Валерьевна (род. 1965), врач-офтальмолог, д.м.н.

## Награды
- Герой Советского Союза, с вручением медали «Золотая Звезда» и ордена Ленина (1989 год).
- Герой Российской Федерации (1995 год, звезда № 142).
- Медаль «За заслуги в освоении космоса» (12 апреля 2011 года) — за большие заслуги в области исследования, освоения и использования космического пространства, многолетнюю добросовестную работу, активную общественную деятельность[10]
- Звание «Герой Демократической Республики Афганистан» с вручением медали «Золотая Звезда» и ордена «Солнце Свободы» (1988, Афганистан).
- Офицер ордена Почётного легиона (1989, Франция).
- Орден «Парасат» (1996, Казахстан).
- Медали Росавиакосмоса и Российского фонда культуры.
- Премия Принца Астурийского (Испания, 1999).
- Звание «Почётный гражданин города-героя Тулы» (1994).